# Abies homolepis

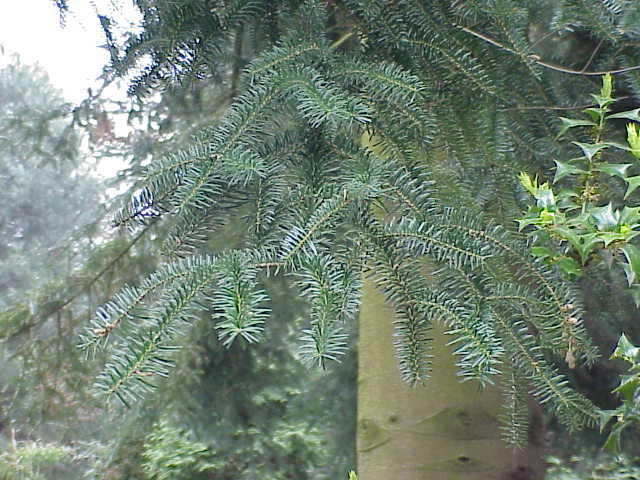
Tronco y ramas

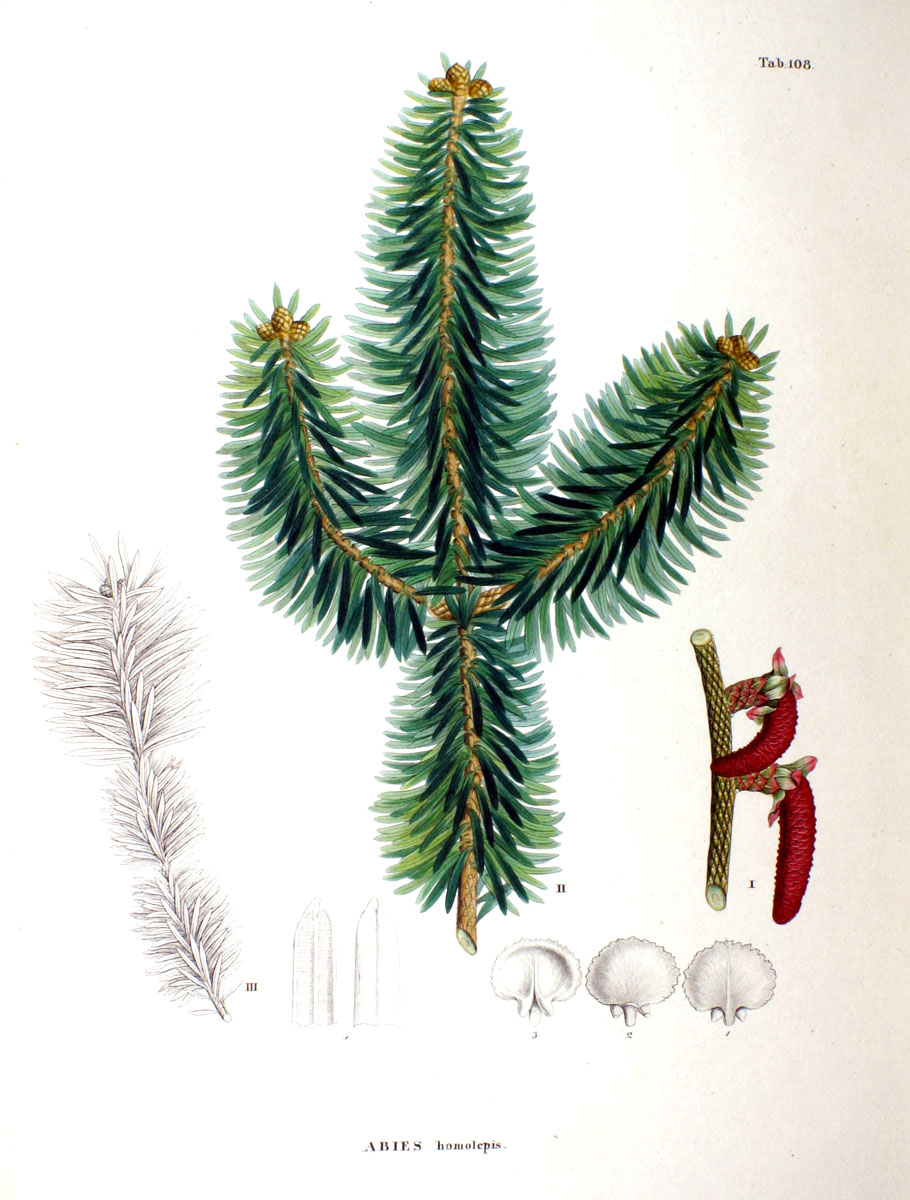
Ilustración

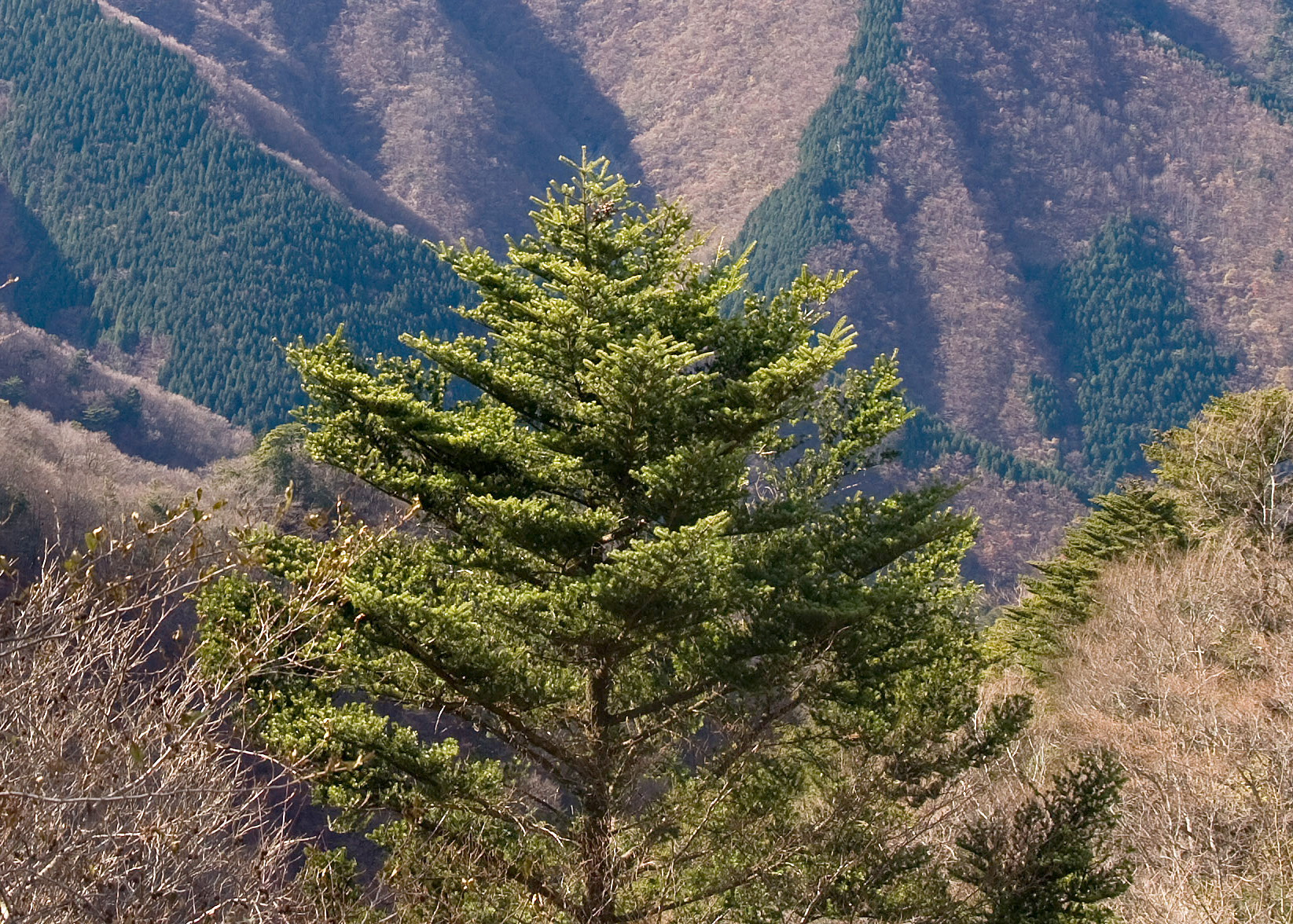
En su hábitat

Abies homolepis, abeto japonés Nikko o abeto nikko (en japonés ウラジロモミ, urajiro-momi) es una especie arbórea perteneciente a la familia de las pináceas, originaria de las montañas del centro y sur de Honshū y Shikoku, Japón. Crece en alturas de 700-2200 m, a menudo en bosques lluviosos templados con veranos húmedos y los invierno con gran caída de nieve.

## Descripción
Es un árbol perenne de tamaño medio que alcanza los 30-40 m de altura y un tronco de 1.5 m de diámetro. Las hojas como agujas de 1.5-3.5 cm de longitud y 2-3 mm de ancho, verde arriba y con dos bandas blancas de estomas en la parte baja. Las piñas son de 6-12 cm de longitud y 3-4 cm de ancho, de color púrpura-azul antes de madurar. Las semillas aladas se lanzan cuando las piñas se disgregan al madurar unos 6-7 meses después de la polinización.

## Usos
El abeto Nikko proporciona una madera destinada a estructuras en su país de origen (Japón). En el resto del mundo se usa como árbol ornamental. Una de sus características es que es resistente a la contaminación aérea.

## Taxonomía
Abies homolepis fue descrita por Siebold & Zucc. y publicado en Flora Japonica 2: 17, t. 108. 1842.
Etimología
Abies: nombre genérico que viene del nombre latino de Abies alba.
homolepis: epíteto latino que significa "con escamas similares".
Sinonimia
- Abies brachyphylla Maxim.
- Abies brachyphylla var. tomomi (Bobbink & Atk. ex Rehder) Dallim. & A.B.Jacks.
- Abies finhonnoskiana R.Neumann ex Parl.
- Abies firma var. brachyphylla (Maxim.) Bertrand
- Abies harryana W.R.McNab
- Abies tschonoskiana Regel
- Picea brachyphylla (Maxim.) Gordon
- Picea firma Mast.
- Picea homolepis (Siebold & Zucc.) Carrière
- Picea homolepis (Siebold & Zucc.) Gord.
- Picea pinnosa Mast.
- Picea tschonofskiana (Regel) Mast.
- Pinus brachyphylla (Maxim.) Parl.
- Pinus finhonnoskiana Parl.
- Pinus harryana (W.R.McNab) W.R.McNab
- Pinus homolepis (Siebold & Zucc.) Antoine
- Pinus tschonoskiana Parl.[6][7]